# Adonal Foyle
Adonal David Foyle (ur. 9 marca 1975) – koszykarz pochodzący z Saint Vincent i Grenadyn, występujący na pozycji środkowego, wicemistrz NBA z Orlando Magic, z 2009.
W 1994 wystąpił w meczu gwiazd amerykańskich szkół średnich – McDonald’s All-American. Został też wybrany do III składu Parade All-American.
Przed przybyciem do NBA Foyle występował w barwach college'u Colgate. W 1997 roku został wybrany przez Warriors z 8. numerem draftu. W jego pierwszym sezonie w NBA (1997-1998) wystąpił w barwach Warriors w 55 meczach zdobywając średnio 3 punkty na mecz. W drugim sezonie rozegrał 44 mecze zdobywając 2,9 punktu na mecz. W sezonie 1999–2000 wystąpił w 76 meczach zdobywając 5,5 punktu na mecz. W sezonie 2000-2001 wystąpił w 58 meczach zdobywając średnio 5,9 punktu na mecz. W sezonie 2001-2002 pojawił się na boisku 79 razy zdobywając 4,8 punktu na mecz. W sezonie 2002-2003 zagrał 82 mecze w barwach Warriors, zdobywając w nich średnio 5,4 punktu. W sezonie 2003-2004 rozegrał 44 mecze zdobywając średnio 3,1 punktu na mecz. W sezonie 2004-2005 wystąpił w 78 meczach swojego zespołu zdobywając 4,5 punktu na mecz. W sezonie 2005-2006 wystąpił w 77 meczach zdobywając w nich średnio 2,7 punktu na mecz.

## Osiągnięcia
Na podstawie, o ile nie zaznaczono inaczej.
NCAA
- Uczestnik turnieju NCAA (1995, 1996)
- Mistrz:
  - turnieju Ligi Patriot (1995, 1996)
  - sezonu zasadniczego Ligi Patriot (1994, 1995, 1996)
- 2-krotny zawodnik roku Ligi Patriot (1996, 1997)[2]
- Zaliczony do:
  - II składu All-American (1997 przez USBWA)
  - III składu All-American (1997 przez Associated Press)
- Lider[3]:
  - NCAA w blokach (1997)[4]
  - Ligi Patriot w: 
    - punktach (1996, 1997)
    - zbiórkach (1995–1997)
    - blokach (1995–1997)
    - skuteczności rzutów z gry (1996, 1997)

NBA
- Wicemistrz NBA (2009)

Inne
- Zaliczony do Światowej - Humanitarnej Galerii Sław Sportu - World Sports Humanitarian Hall of Fame (2009)

## Rekordy w NBA(w trakcie jednego meczu)
- Punkty: 20(dwa razy)
- Celne rzuty z gry: 9(trzy razy)
- Celne rzuty wolne: 6(vs. Orlando 16/11/02)
- Zbiórki: 20(dwa razy)
- Asysty: 5(vs. Phoenix 08/04/05)
- Przechwyty: 4(vs. San Antonio 15/02/02)
- Bloki: 9(dwa razy)
- Minuty na boisku: 43(vs. Minnesota 09/04/04)